# Руанский собор (692)
Руанский собор — поместный собор, проведённый в 692 году в Руане (Франкское государство).
В организованном в 692 году соборе в Руане приняли участие 16 епископов, 4 аббата, а также присутствовал папский легат. Участники Руанского синода наделили привилегиями Фонтанелльский монастырь при условии, что там будут соблюдаться положения бенедиктинского устава. Как отметил В. В. Солодовников, в VII—VIII веке проведение галльских соборов сопровождалось дискуссиями о необходимости замене правил святого Колумбана, особенно распространенных в Британии, на более строгие бенедиктинские, которые самым подробным образом регламентировали жизнь монахов, делая упор на их безусловном подчинении власти настоятеля, а за нарушение налагались очень строгие наказания, в том числе телесного характера. Бенедиктинский устав господствовал в Италии и настраивал насельников на подчинение папе римскому. Его распространению и способствовали даруемые монастырям привилегии. О каких именно правах идёт речь, исторические источники не сообщают. По замечанию Солодовникова, скорее всего, они были связаны с владением землёй.